# M0n0wall
M0n0wall (con zeri al posto delle vocali o) è un sistema operativo che costruisce un firewall software basato su FreeBSD, ed ha lo scopo di fornire un potente, sicuro e completamente configurabile firewall utilizzando l'hardware di un comune PC o di altri dispositivi adatti all'embedded di questo sistema (ad esempio router, modem, singleboard computer (SBC), computer On-A-Chip, etc..). Il suo core è basato sui potenti sistemi di filtraggio e shaping propri di FreeBSD.

## Funzionamento
Il sistema è ricavato da una configurazione minimale di FreeBSD con l'aggiunta di un web server, PHP e pochissime altre utilities.
Sotto forma di LiveCD, m0n0wall può essere lanciato da unità removibili su un computer diskless. È anche adatto a PC headless minimali. Viene configurato e gestito tramite interfaccia web attraverso degli script PHP. Le sue principali caratteristiche sono il Packet Filtering, Nat, PPPoE, PPTP, DHCP, Tunnels, SNMP, RADIUS, Traffic shaping, DNS forwarding e 802.1Q. Il sistema è capace di filtrare tra l'interfaccia Lan e Wan approssimativamente 17 Mb/s di traffico TCP su un vecchio Net4501 mentre eccede i 100 Mb/s su moderni PC standard.

## Distribuzioni
Viene distribuito come immagine disco ISO, tarball e LiveCD in 6 varianti adatte a vari tipi di piattaforme hardware, incluso Cisco.
I progetti FreeNAS e PFsense sono derivati da m0n0wall ed utilizzano la stessa interfaccia web con scripts PHP.

## Caratteristiche
Degno di nota dal punto di vista costruttivo, m0n0wall è il primo e l'unico sistema ad usare esclusivamente PHP per il bootup e la GUI. L'intera configurazione di sistema risiede in un singolo file XML. Il sistema completo occupa complessivamente meno di 6 MB e si avvia in meno di 40 secondi.

## Hardware
M0n0wall viene installato su hardware embedded progettati e prodotti da alcune aziende.